# Belmont-Tramonet
Belmont-Tramonet település Franciaországban, Savoie megyében. Lakosainak száma 512 fő (2022. január 1.). Belmont-Tramonet Romagnieu, Avressieux, Domessin, Verel-de-Montbel és Saint-Genix-les-Villages községekkel határos.

## Népesség
A település népességének változása:
| Lakosok száma | 572  | 561  | 576  | 561  | 548  | 536  | 523  | 515  | 512  |
|               | 2013 | 2015 | 2016 | 2017 | 2018 | 2019 | 2020 | 2021 | 2022 |